# Dictature militaire au Brésil (1964-1985)
Pour les articles homonymes, voir États-Unis du Brésil.
1er avril 1964 – 15 mars 1985
(20 ans, 11 mois et 14 jours)
Entités précédentes :
- Quatrième République

Entités suivantes :
- République fédérative du Brésil

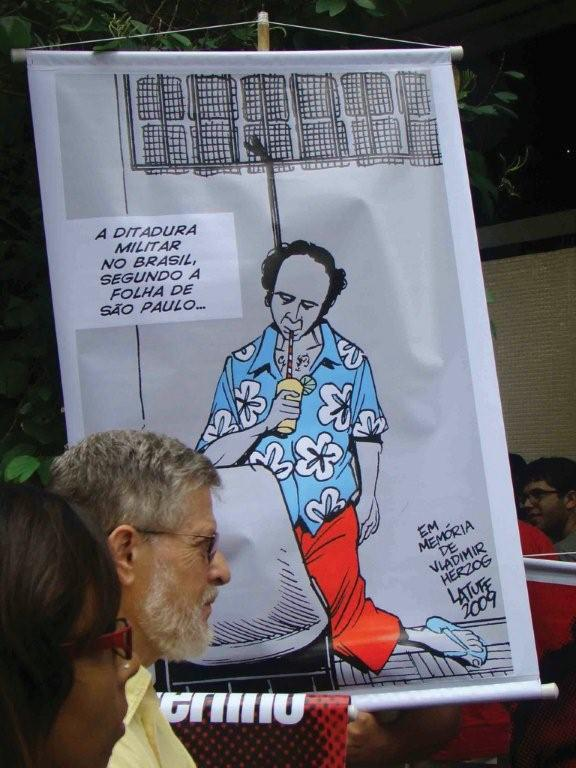
Manifestation de 2009. On reconnaît sur l'affiche Vladimir Herzog, le journaliste assassiné en 1975, en tenue ironiquement décontractée. La légende dit: « la dictature militaire au Brésil, selon Folha de S.Paulo ».

La dictature militaire au Brésil, aussi désignée localement la Cinquième République à partir de 1967, est le régime politique du Brésil qui débuta à la suite du coup d'État du 31 mars 1964, mené par le maréchal Castelo Branco renversant la Quatrième République et son président élu João Goulart, et qui dura jusqu'à l'élection de Tancredo Neves en 1985. Les militaires ont justifié le coup d'État, qui prenait place quelques années après l'alignement du régime cubain sur l'URSS, en prétextant la menace communiste.
Mais, sur le plan intérieur, le coup d'État marque l'influence de l'armée brésilienne sur la politique, et sa volonté de prendre les commandes du pays en vertu d'une doctrine de la sécurité nationale formée sous l'influence des États-Unis, mais aussi de la France,.
La dictature mit en place plusieurs actes institutionnels, aboutissant avec l'Acte institutionnel no 5 de 1968 à la suspension de la Constitution de 1946, la dissolution du Congrès, la suppression des libertés individuelles et l'instauration d'un code de procédure pénale militaire qui autorise l'armée et la police à arrêter, puis à emprisonner, hors de tout contrôle judiciaire, tout « suspect ».

## Préludes du coup d'État

### La doctrine de la sécurité nationale
Le maréchal Castelo Branco, le chef de la junte, et son éminence grise le général Golbery do Couto e Silva sont des alliés inconditionnels de Washington. Ils ont combattu avec l'armée américaine pendant la campagne d'Italie lors de la Seconde Guerre mondiale. Castelo Branco y a rencontré le général Vernon Walters, futur sous-directeur de la CIA, qui joua un rôle clé lors du putsch de 1964.
En 1949, l'armée brésilienne fonde l'École supérieure de guerre à Rio de Janeiro, sur le modèle du National War College de Washington. L'ESG forme aussi bien des militaires que des civils, et adopte dès 1961 la doctrine de la sécurité nationale, telle qu'elle est définie par le Pentagone et la Maison-Blanche, en introduisant des cours sur la « guerre contre-révolutionnaire »,. Ayant ses propres écoles, le Brésil n'envoie ainsi qu'un faible nombre d'officiers à Panama, où se situe l'École des Amériques. L'anticommunisme des militaires brésiliens précède d'ailleurs la Seconde Guerre mondiale, datant du soulèvement communiste raté de 1935 (l'Intentona Comunista), dont l'écrasement a été célébré tous les ans jusqu'à Cardoso. La police brésilienne bénéficie toutefois aussi de cours donnés par des agents de la CIA ou par l'Office of Public Safety (en) (connu pour son agent Dan Mitrione). Selon Martha Huggins, 100 000 policiers brésiliens auraient ainsi été formés par les États-Unis, au Brésil ou sur le territoire nord-américain, entre 1958 et 1974.
Dans les années 1950, l'ESG insiste sur les études socio-économiques pour les officiers, sous l'influence de la mission militaire française (1919-1939) et la Joint Brazil-United States Defense Commission (1942-1977). Les étudiants, civils et militaires, de l'ESG, analysent ainsi l'inflation, les réformes bancaires, agraires, les systèmes électoraux, les transports, l'éducation, et la guerre contre-insurrectionnelle. Au milieu des années 1960, cette doctrine de sécurité nationale, qui forme les officiers à gouverner un pays, est reflété à l'ECEME (École de commandement de l'état-major de l'Armée), et imprégnait donc l'ensemble du corps des officiers de l'armée brésilienne. Outre l'influence de la doctrine de sécurité nationale, des laboratoires de pensée de la bourgeoisie industrielle, tels que l’IPES (pt) (Institut de recherches et d'études sociales) et l’IBAD (pt) (Institut Brésilien d’Action Démocratique, financièrement soutenu par les États-Unis), élaborent une propagande conservatrice auprès des officiers et de la société civile.
Dès les années 1950, certains militaires brésiliens supposent ainsi l'existence d'une « guerre révolutionnaire » communiste en préparation au Brésil. Néanmoins, bien que les auteurs français dont ils s'inspirent (Roger Trinquier, Charles Lacheroy, Jacques Hogard, etc.) emploient cette expression, eux-mêmes préfèrent employer l'expression non pas de « guerre contre-révolutionnaire », mais de « guerre contre-insurrectionnelle » parce que, selon les mots du lieutenant-colonel Carlos de Meira Mattos (pt), qui sera l’un des personnages importants du régime :
« si nous laissons aux adversaires le nom de révolutionnaire nous nous prêtons à nous-mêmes la désignation de contre-révolutionnaires et ainsi, dialectiquement, nous commençons à perdre avant de combattre. »
L'ESG élabore ainsi une doctrine par laquelle l'armée brésilienne se pose comme seule représentante de l'intérêt général et de l'identité brésilienne, transcendant les intérêts particuliers et de classe et garante du caractère chrétien de la nation brésilienne. Selon Maud Chirio :
« L’ESG formule en effet au début des années 1950 une véritable doctrine de gouvernement, seule à même d’organiser rationnellement le pays dans la perspective de la guerre inévitable contre le communisme international ; selon cette doctrine, toute l’activité du pays doit être orientée vers l’effort militaire, c’est pourquoi la responsabilité et la compétence ultimes appartiennent aux forces armées, plus ou moins associées à des civils qui font plus figure d’experts que de représentants du peuple. »

### Le contexte social
En outre, l'existence de nombreux mouvements sociaux au Brésil en 1963-1964 effraie les milieux conservateurs, à la fois brésiliens et américains, tandis que João Goulart (surnommé Jango) est jugé trop mou face à ces revendications. Tandis que le pays plonge dans l'hyperinflation (échec du Plan triennal (en) préparé par le ministre Celso Furtado), le populaire Jango subit ainsi des pressions à la fois de la gauche, qui veut accentuer les réformes sociales et politiques, et des classes moyennes et supérieures, qui penchent au contraire vers le conservatisme et l'anti-communisme.
Les groupuscules anticommunistes se multiplient alors que le gouvernement Goulart annonce des « réformes de base ». Entre janvier et mars 1964, des manifestations anti-communistes rassemblent plusieurs centaines de milliers de personnes, par exemple les « Marches de la Famille, avec Dieu, pour la Liberté (pt) » organisées par la Campagne de la Femme pour la Démocratie (pt) (CAMDE, un mouvement financé par les milieux d'affaires) en mars et avril 1964. Dans les semaines qui précèdent le golpe, la presse appelle ouvertement au renversement du gouvernement trabalhista (travailliste), appels récupérés par l'armée pour légitimer a posteriori son coup d'État par un soi-disant appui populaire. La campagne de presse anti-Goulart de 1964 est soutenue, en sous-main, par l'administration Johnson.
Une lecture dominante de l'historiographie du régime militaire affirme ainsi que le coup d'État résulte de la conjonction momentanée de deux courants de l'armée brésilienne, l’un modéré et attaché au respect de certains principes démocratiques (les « Sorbonnistes » de l'ESG, représentés par le maréchal Castelo Branco) et une « ligne dure » fortement répressive et désireuse du maintien d’un état d'exception (les généraux Golbery do Couto e Silva et Garrastazú Médici). L'historien Carlos Fito a néanmoins récemment contesté cette analyse, en mettant en avant le concept d'une « utopie autoritaire » propre aux militaires, qui lierait l'armée au-delà du seul dénominateur commun de l'anti-communisme.
En 1964, les militaires brésiliens ont ainsi deux ennemis principaux: le communisme et les héritiers de l'ex-président Getúlio Vargas, en particulier le Parti travailliste brésilien (PTB); mais ils rejettent en fait l'ensemble de la classe politique. Selon Maud Chirio, « le golpe est pensé comme une révolution contre la démocratie représentative telle qu’elle fonctionne et contre ses représentants, soit une grande part du milieu politique civil. ». Reprenant l'idée d'une réforme radicale de la société présente dès les années 1920 dans le tenentismo, le mouvement révolutionnaire de jeunes officiers, ils prétendent assainir la vie politique en mettant fin à la corruption des dirigeants civils.
L'Acte institutionnel no 1 de 1964 dépeint ainsi les militaires comme émanation de la souveraineté populaire, malgré leur irruption violente aboutissant à la destitution du président élu :
« La révolution victorieuse s’investit de l’exercice du Pouvoir Constituant. Celui-ci se manifeste par l’élection populaire ou par la révolution. C’est la forme la plus radicale du Pouvoir Constituant (…). Les chefs de la révolution victorieuse, grâce à l’action des Forces Armées et à l’appui sans équivoque de la Nation, représentent le Peuple et en son nom exercent le Pouvoir Constituant, duquel le Peuple est l’unique titulaire. »
Mais si l'« utopie autoritaire » des militaires prône l'assainissement de la vie politique, en critiquant la corruption, la démagogie et les négociations (le politicagem), elle se concilie avec un rejet complet des institutions représentatives: le système électoral conduit, selon eux, à la représentation d'une multiplicité d'intérêts particuliers, contradictoire avec l'intérêt général qu'eux seuls représenteraient : « c’est donc une contestation de fond de la démocratie représentative qui justifie le rejet de la classe politique civile, ainsi que le maintien des militaires au pouvoir » (M. Chirio, 2007).

## Le coup d'État et l'opérationBrother Sam
Le général Olímpio Mourão Filho, commandant de la IVe région militaire à Minas Gerais et participant du soulèvement intégraliste de 1938, prend de court ses collègues, en marchant dès le 31 mars 1964 avec ses troupes sur Rio de Janeiro. Le 2 avril 1964, le président du Sénat, Auro de Moura Andrade (pt), déclare la présidence vacante. Le coup d'État militaire, préparé de longue date, a bénéficié de l'appui de la CIA.
En effet, l'ambassadeur américain Lincoln Gordon admettra par la suite le soutien financier de Washington aux opposants de Goulart lors des élections municipales de 1962 ; la présence de nombreux officiers du renseignement américains au Brésil ; l'encouragement aux putschistes et le fait que « la seule main étrangère impliquée fut celle de Washington ». Dans le cadre de l'opération Brother Sam, le Pentagone tenait à disposition des côtes des navires prêts à intervenir pour soutenir les putschistes, au cas où des militaires loyalistes se rebelleraient pour soutenir Jango. Gordon déclare en outre que l'assistance militaire accordée par les États-Unis avait été « un élément important pour influencer dans un sens pro-US les militaires brésiliens ». Pour Walt Rostow, conseiller à la sécurité nationale de Kennedy puis Johnson, le maréchal Castelo Branco avait « hérité de Goulart… un Congo sophistiqué ». Selon lui, la violence, instrument légitime dans la lutte contre le communisme, cesserait d'elle-même avec le développement capitaliste du pays.

## L'instauration de la dictature

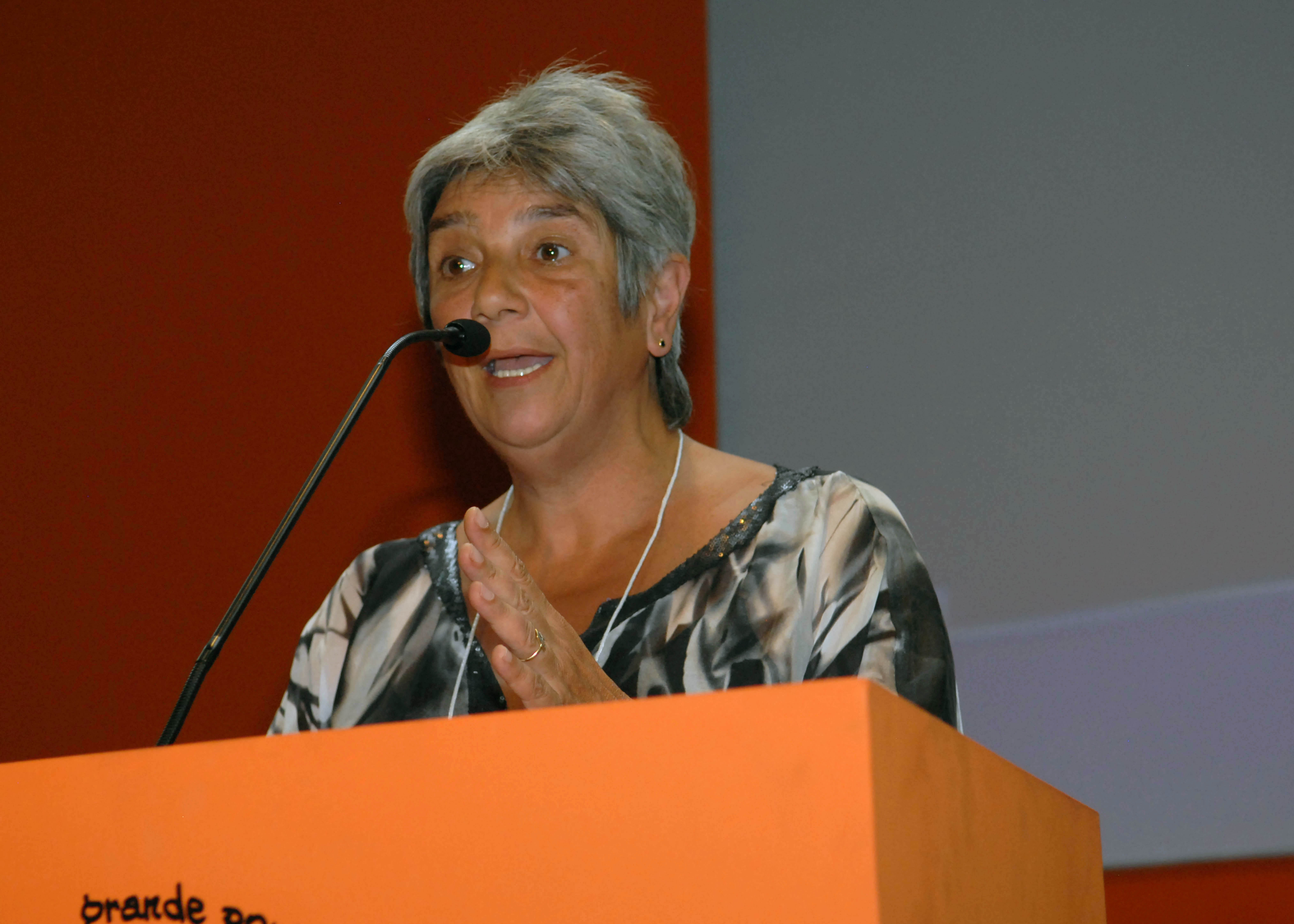
Lílian Celiberti, qui fut emprisonnée avec son mari plusieurs années après avoir été enlevée à Porto Alegre, en 1978, par des militaires uruguayens avec la complicité de la junte brésilienne : preuve de la participation brésilienne à l'opération Condor. Ici au Forum social mondial de Porto Alegre, 2010.

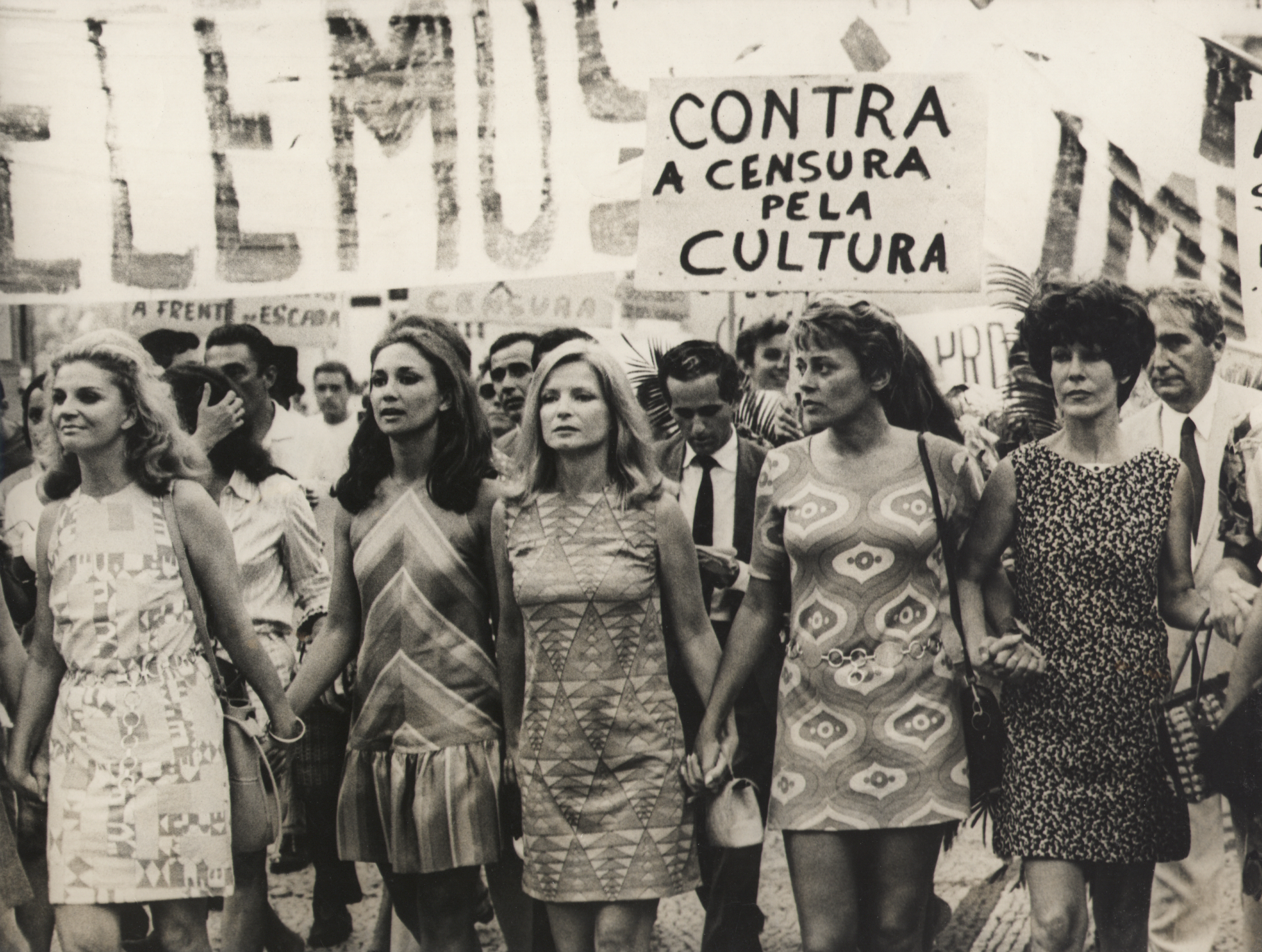
Manifestation Cultura contra Censura, ici avec les actrices Tônia Carrero, Eva Wilma, Odete Lara, Norma Bengell et Cacilda Becker. Photographie issue de la documentation du Correio da Manhã (Brésil), aux Archives nationales (Brésil). Février 1968.

Quelques jours après le putsch, le maréchal Branco crée par décret le Centre d'instruction de la guerre dans la jungle (CIGS) de Manaus, où officiera Paul Aussaresses, nommé attaché militaire au Brésil. À cette époque-là, comme le note Marie-Monique Robin, « il n'y a au Brésil ni guérilla ni mouvement armé de gauche, ceux-ci naissant bien après le coup d'État de 1964, en réaction précisément à la dictature militaire ». Les militaires décident pourtant, en vertu de la doctrine de la sécurité nationale, de s'attaquer préventivement à une « guerre révolutionnaire virtuelle », ciblant l'« ennemi interne » théorisé par le colonel français Roger Trinquier dans La Guerre moderne (1961). Le Service national de renseignement (en), créé en 1964 avec l'aide de l'Office of Public Safety (en) et de la CIA, est placée sous la responsabilité du général Golbery do Couto e Silva. Dès le 23 avril 1964, le Conseil national du gouvernement uruguayen, où s'est exilé Goulart, reconnaît la junte brésilienne.
En accord avec leur projet de réforme radicale de la vie politique, les militaires imposent d'une part, avec l'Acte institutionnel no 2 d'octobre 1965, le bipartisme entre le « parti de la révolution » et le « parti de l'opposition », afin d'améliorer la lecture du système des partis, dévoyé selon eux par les enjeux locaux, d'autre part, la discipline de parti obligatoire lors des votes à l'assemblée. L'arrière-plan de l'imposition du bipartisme consiste dans le manichéisme des militaires, pour qui toute personne n'étant pas avec eux est un ennemi. L'Acte institutionnel no 2 est le résultat d'une révolte de la frange dure des militaires et d'une quasi-rébellion de plusieurs garnisons, qui refusent l'élection de gouverneurs membres du Parti Trabalhista Brasileiro défait par le coup d'État (Israel Pinheiro (pt) et Negrão de Lima (pt)).
Les « actes institutionnels », dont les premiers sont rédigés par Francisco Campos, l'ex-conseiller juridique du dictateur Getúlio Vargas, imposent progressivement le caractère dictatorial du régime militaire :

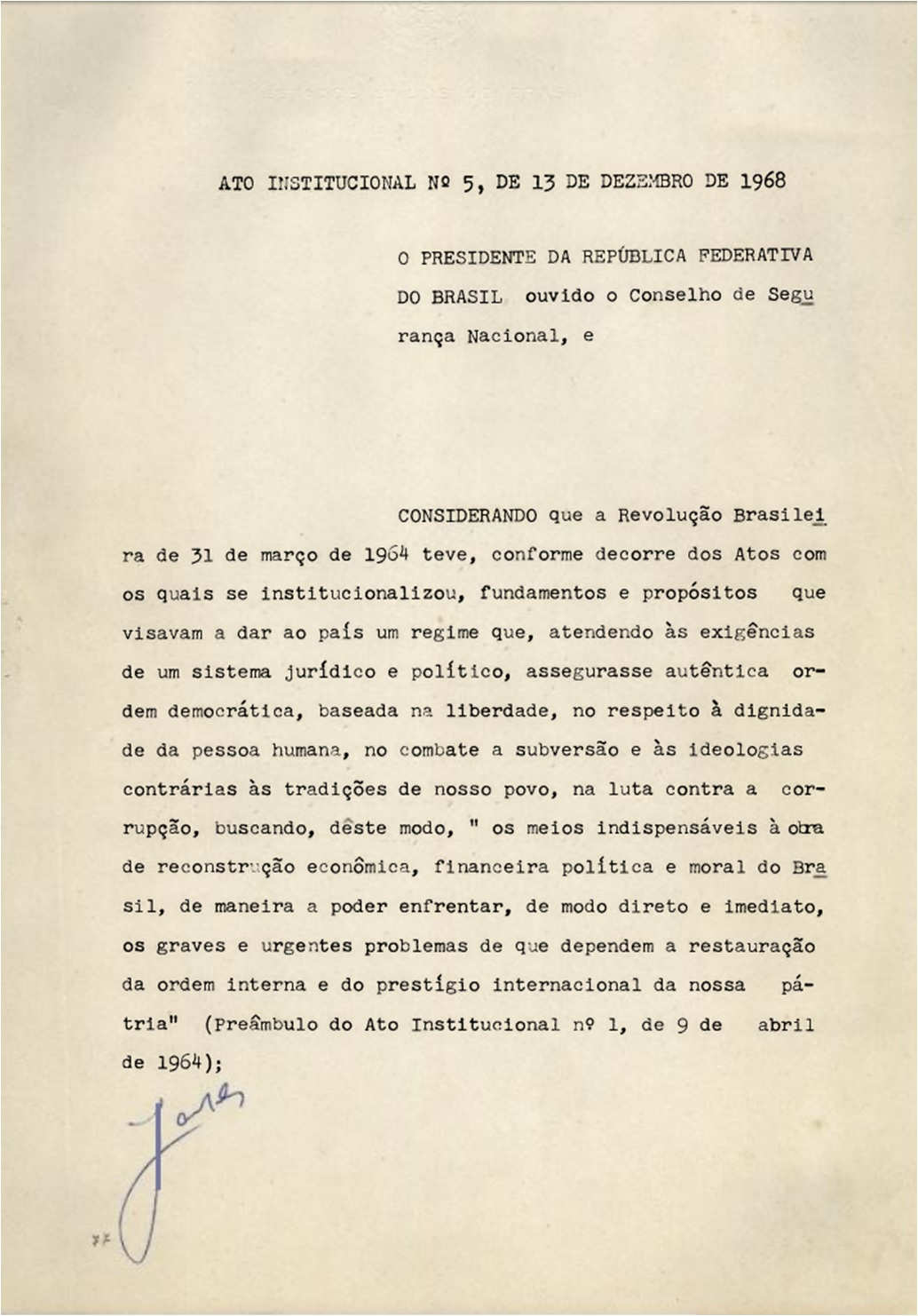
L'Acte institutionnel no 5 du 13 décembre 1968. Archives Nationales du Brésil.

L'Acte institutionnel no 5 du 13 décembre 1968, promulgué par le président Costa e Silva, dissout le Congrès, donne au président des pouvoirs dictatoriaux, suspend la Constitution, impose la censure et abroge la plupart des libertés individuelles. Un code de procédure pénale militaire autorise l'armée et la police à arrêter, puis à emprisonner, hors de tout contrôle judiciaire, tout « suspect ». Les anciens présidents Juscelino Kubitschek (1956-1961), Jânio da Silva Quadros (janvier-septembre 1961) et João Goulart (1961-1964) sont privés de leurs droits civiques et exclus de la vie politique. Selon Maud Chirio :

« Alors que l’AI5 est passé dans la mémoire collective comme une radicalisation de la dictature parallèle à l’essor des mouvements armés d’extrême gauche, son origine est tout autre : il s’agit d’un discours du député Márcio Moreira Alves à la veille de la fête nationale du 7 septembre, qui appelle au boycott des commémorations et à celui des femmes et des jeunes filles envers les officiers et les élèves des écoles militaires. Cette déclaration, effectuée dans l’enceinte du congrès, suscite une indignation générale du corps des officiers, qui l’interprète comme une grave atteinte à l’honneur militaire. Or, pour casser le mandat de Moreira Alves est nécessaire la levée de son immunité par le congrès, qui la refuse, alors que le « parti du pouvoir » est majoritaire en son sein. L’AI5 est, avant d’être un outil d’extermination des mouvements d’extrême gauche — ce qu’il deviendra — un moyen de supprimer tout pouvoir législatif et d’ôter son reste d’influence à la classe politique. »

— Maud Chirio
L'opération Bandeirante (pt) (OBAN), qui consiste en l'instauration d'un centre de police politique spéciale, sous l'autorité conjointe des militaires et de la police, est officiellement lancé en juin 1969. L'Office of Public Safety (en) (OPS) des États-Unis aurait été à l'origine de la création de ce centre, qui fut l'ancêtre du DOI-CODI (en), et le chef de l'OPS au Brésil, Theodore Brown, aurait importé par la suite cette stratégie au Vietnam (programme Phoenix) .
En octobre 1969, le général Garrastazú Médici remplace Costa e Silva et intensifie la « guerre sale » contre la population civile. Il lance, dans le plus grand secret, une campagne anti-insurrectionnelle dans la région de Goiás, qui mobilise quelque 5 000 soldats pour 69 guérilleros, dont José Genoíno, détenu en 1972 (il fut par la suite président du Partido dos Trabalhadores (PT) dans les années 1980), et une quinzaine de paysans qui rejoignirent le mouvement. En novembre 1969, Carlos Marighella, fondateur en 1968 de l'Ação Libertadora Nacional (ALN), guérilla qui lutte contre la dictature, est assassiné par un escadron de la mort lors d'une embuscade montée par le commissaire Sergio Fleury. Les années de plomb, période la plus répressive du régime militaire, continuent jusqu'en 1974, menant à la rupture, première dans l'histoire du Brésil, entre le régime et la hiérarchie catholique.
En politique extérieure, le régime soutient le colonialisme portugais en Afrique — alors engagé dans des conflits sanglants en Guinée-Bissau, Angola et Mozambique — et développe ses relations commerciales avec l'Afrique du Sud. Dans les années 1960, l'unique gouvernement noir avec lequel le régime entretient des relations diplomatiques est celui de Houphouët-Boigny en Côte d'Ivoire.

## Politique économique
Le régime renoue les relations du Brésil avec les institutions financières internationales, qui étaient gelées depuis la décision du président Juscelino Kubitschek, en 1958, de refuser les conditions imposées par les États-Unis et le FMI, pour l'obtention d'un prêt de 300 millions de dollars. Les mesures économiques critiquées par les États-Unis et le FMI sont supprimées. Les grèves sont interdites, les syndicats réprimés et les salaires réels chutent, le PIB baissant de 7 % en 1965. Au cours de cette même année, le Brésil signe un Stand-By Arrangement avec le FMI, reçoit de nouveaux crédits et voit sa dette extérieure restructurée par les États-Unis, plusieurs pays créanciers d’Europe et le Japon. Les prêts annuel passent, à partir du coup d’État, de zéro à une moyenne de 73 millions de dollars pour le reste des années 1960, puis à près de 500 millions de dollars par an au milieu des années 1970. La politique économique du régime militaire est saluée par les institutions financières internationales[source insuffisante].
Des projets ambitieux destinés à intégrer l'Amazonie à l'économie nationale sont lancés au prix de destructions de l'environnement et de déplacement de populations indigènes. Le plus emblématique d’entre eux est la construction d’une autoroute de plus de quatre mille kilomètres entre la ville de Cabedelo, dans le Nordeste, et celle de Lábrea, proche de la frontière bolivienne. Le projet — qui ne sera jamais totalement achevé — est inauguré en 1972, avec l'objectif de constituer de grandes exploitations, de mieux contrôler les frontières et d'amener des populations pauvres sur les nouvelles terres tout en évitant une réforme agraire que la dictature refuse.

## Le discours idéologique de la junte
Les militaires parlent alors de « révolution démocratique » ou « révolution rédemptrice » pour justifier le coup d'État, bien qu'ils préfèrent aujourd'hui parler, a posteriori, de « Contre-Révolution » afin de justifier cette période, prétextant l'existence d'un potentiel « subversif » des mouvements sociaux. Dans le cadre de la guerre froide, les militaires s'intronisent en effet défenseurs du « monde libre » et des institutions de la démocratie libérale, alors même qu'ils mettent en pièce celles-ci. Assimilant le communisme à l'athéisme et à l'internationalisme, ils se posent enfin en défenseurs d'une identité chrétienne de la nation brésilienne, assimilant christianisme et démocratie. Analysant la rhétorique militaire, Maud Chirio conclut en parlant d'une « révolution militariste et élitiste », très influencé par un modèle technocratique, et empreinte de tensions entre un « régime des généraux » et un « régime des militaires ».
L'auteur américain Frank D. McCann écrit ainsi, dans un texte de la Bibliothèque du Congrès, que les « autoritaires devaient assumer la position contradictoire de défendre la démocratie en la détruisant ». Le sociologue Alain Rouquié écrit, lui :
« S’il fallait en quelques mots repérer l’aspect le plus frappant de la vie politique latino-américaine, à coup sûr ce ne seraient ni les coups d'État, ni les putschs, ou le continuismo de présidents viagers, ni la fraude électorale bien tempérée qu’il conviendrait de signaler, mais plutôt l’attachement indéfectible, platonique, aux institutions représentatives de la démocratie à l’occidentale. Alors même qu’on viole ou contourne les principes libéraux et les cadres constitutionnels, on se réclame des valeurs permanentes de l’ordre démocratique. Les marchands d’ordre nouveau ne font pas florès au sud du rio Bravo. Civils et militaires ne se réfèrent guère qu’à la démocratie, et à aucune autre légitimité qu’à celle dominante du libéralisme. »
Le théologien belge Joseph Comblin parle lui d'« État de sécurité nationale » — qui ressemble, selon Marie-Monique Robin, à celui présenté par des militaires français tels que Jacques Hogard — pour caractériser ce nouveau type dictatorial de régime, où le pouvoir est concentré dans les mains de l'exécutif, lui-même contrôlé par l'armée. Selon le colonel espagnol Prudencio Garcia, les forces armées s'arrogent le droit exclusif d'incarner les concepts de « patrie et de représentation de la nation », rejetant tous leurs opposants comme « apatrides » :
« En aucun cas, il ne s'agit de vaincre démocratiquement des adversaires politiques qui proposent un projet social différent, mais d’anéantir physiquement un certain nombre de créatures désincarnées, déshumanisées et considérées comme des dangers mortels. »

## Les victimes de la dictature
Le nombre de morts causés par la dictature militaire est évalué à 434 personnes, mais des dizaines de milliers de personnes ont été détenues, une grande partie d'entre elles a été torturée, et 10 000 ont été forcées de s'exiler. Le chiffre de 434 morts est cependant trompeur ; la Commission nationale de la vérité estime que les politiques répressives de la dictature militaire ont aussi entraîné la mort d'au moins 8 500 Indigènes.
Quelques cas de victimes en donnent des exemples :
Le 20 janvier 1971, au plus noir de la dictature militaire, Rubens Paiva, 41 ans, député fédéral brésilien, est arrêté à son domicile de Rio et disparaît définitivement. Des étudiants militants révolutionnaires (Carlos Alberto Soares de Freitas, alias « Beto »), des opposants clandestins sont liquidés.
Certaines entreprises se rendent complices des crimes du régime militaire. Des ouvriers du constructeur automobile allemand Volkswagen ont été arrêtés, frappés et séquestrés sur leur lieu de travail avant d’être envoyés dans des centres de tortures et en prison. Des responsables de Volkswagen ont transmis aux organes de répression du régime des rapports sur ses ouvriers syndicalistes. D'après l'historien Christopher Kopper, le directeur de Volkswagen Brésil, Friedrich Schultz-Wenk, « n’a pas du tout été effrayé par le putsch de 1964 ». « Il y a réagi au contraire de manière très positive, euphorique, Schultz-Wenk saluait l’emprisonnement des leaders syndicaux et des sympathisants de fait ou supposés des communistes ». En échange de sa collaboration, Volkswagen bénéficiait des largesses économiques du régime, comme l’assouplissement du droit du travail.
L'ex-présidente du Brésil, Dilma Rousseff, elle-même ex-guérillera, a été emprisonnée pendant près de trois ans (1970-1972) dont vingt-deux jours de torture. Lors d'un meeting électoral, en 2009, elle avait évoqué le destin de ses anciens camarades, tombés « dans la fleur de l'âge », dont « Beto » : « Tu adorerais être ici avec nous aujourd'hui ! ».

Des milliers d'Indiens ont aussi été déplacés de force afin de construire sur leurs terres des routes ou des barrages hydroélectriques

## L'amnistie de 1979 et la politique de justice et de mémoire

### 1979, loi d'amnistie
Contrairement aux autres pays du Cône Sud, il n'y a toujours eu aucun procès contre des responsables de violations des droits de l'homme sous la dictature, en raison de la loi d'amnistie de 1979, dont l'interprétation restrictive est contestée par l'Ordre des avocats du Brésil (OAB). La loi d'amnistie, approuvée par le Parlement brésilien le 22 août 1979, garantit l'absence de poursuites à la fois contre les policiers ou les militaires tortionnaires et contre les opposants engagés dans la lutte armée contre le régime d'exception. Cette loi qui a permis le retour des exilés politiques au Brésil mais qui protège les tortionnaires, est toujours en vigueur.
Votée six ans avant la fin de la dictature, à la grande satisfaction des opposants de l'époque qui la saluèrent comme une victoire, l'amnistie avait été perçue comme l'annonce du retour progressif à la démocratie. Depuis, le pays n'a jamais vraiment débattu des séquelles de cette période. En Argentine et au Chili, où sévirent à l'époque des dictatures, les gouvernements ultérieurs ont considéré comme illégitimes, au nom de la justice, les amnisties décidées par les militaires en les tenant pour des « auto-amnisties ». En Argentine, où la loi a été abolie, des militaires auteurs de crimes ont été jugés et condamnés. Au Chili, la loi a survécu mais des criminels ont également comparu devant la justice.

### 1995: indemnisation de certaines victimes
Le président Fernando Henrique Cardoso (1995-2002) fait adopter un mécanisme d'indemnisation des victimes et de leurs proches en 1995.
Dès sa création en 1995, la Commission avait comptabilisé 136 décès et disparitions. Une loi instaura la reconnaissance du statut de victime à des personnes qui n'avaient pas choisi la lutte armée, mais qui étaient tombées sous ce régime, comme Rubens Beirot Paiva (ex-député fédéral mort en 1971, dont le corps n'a jamais été retrouvé) et Vladimir Herzog (journaliste mort en 1975). Ce texte prévoyait l'indemnisation des familles (de 38 000 à 58 000 euros). Trois cent trente-neuf familles adressèrent alors une demande à la Commission.
En 2007, les conseillers analysèrent chaque situation. Ils reconnurent ainsi 221 nouvelles victimes et rejetèrent 118 demandes. Tous les étrangers morts au Brésil ou les Brésiliens disparus à l'étranger furent exclus. La Commission réclama également des modifications de la loi, afin de pouvoir inclure les victimes qui s'étaient suicidées. Elle put ainsi indemniser les familles concernées. La Commission reconnut les décès dans des manifestations, comme celui d'un étudiant Edson Luís, dont l'immolation, en 1968, avait déclenché une révolte étudiante à Rio de Janeiro.
Dans 55 % des cas, l'indemnité fut accordée. Ainsi, en juin, un dirigeant de la guérilla urbaine tué en 1971, le capitaine Carlos Lamarca, fut réintégré dans l'armée, qui le considérait comme un déserteur depuis 1969, avec le grade de colonel. La veuve eut droit à la pension équivalente, avec rétroactivité. Leurs deux enfants, qui avaient vécu onze ans à Cuba, furent également indemnisés.
Le montant des indemnités fit débat, car il était calculé selon la situation professionnelle interrompue par la répression. Or « la majorité des militants qui s'étaient dressés contre la dictature étaient des étudiants, ils n'exerçaient pas encore de profession ». La plupart des victimes touchèrent moins de 100 000 reals (37 000 euros), dont le paiement resta longtemps bloqué par la bureaucratie de Brasilia. La question des indemnités (incluant les victimes survivantes) provoqua une controverse.

### 2007: publication de l'ouvrageLe droit à la mémoire et à la vérité
En août 2007, le gouvernement brésilien publia un livre intitulé Le droit à la mémoire et à la vérité, où il reconnaissait pour la première fois la responsabilité de l'État dans les crimes commis pendant les années de la dictature (1964-1985). Le livre-rapport concluait les onze années de recherches de la Commission spéciale sur les morts et les disparus, mise en place par le président Fernando Henrique Cardoso et maintenue durant quatre gouvernements.
Cet ouvrage de 500 pages retraçait l'histoire de 479 opposants politiques à l'ultime régime militaire au Brésil, morts ou disparus. Même si tous les cas étaient connus, le mérite principal du livre était qu'il reconnaissait la responsabilité de l'État. Pour la première fois également, le nom de certains tortionnaires figurait dans un document officiel qui reconnaissait aussi que la répression brésilienne avait agi hors du pays : en 1972 en Bolivie, en 1973 au Chili et en Uruguay et en 1976 en Argentine. La plupart des 479 opposants politiques dont l'histoire était retracée dans l'ouvrage « sont morts détenus, à la suite d'intenses tortures », y compris des sévices sexuels. C'était ainsi la première fois que l'État reconnaissait des actes de barbarie, sous la forme de détentions arbitraires, tortures, exécutions de prisonniers, décapitations, écartèlements, etc. L'État consacrait également une fiche à la mémoire de chaque victime en tentant d'éclaircir les circonstances de sa mort. « Nous voulons faire en sorte que la société puisse tourner cette page une fois pour toutes », déclarait alors le président Lula. Le livre recommandait la création d'une instance administrative chargée d'entendre militaires et policiers, afin de permettre de retrouver les restes des disparus.
Mais tout en considérant que la localisation des restes des disparus était « un droit sacré » des familles, Lula n'avait pas donné, en 2007, le feu vert à l'ouverture des archives militaires, comme le réclamaient les familles. Le nombre de morts et disparus ouvrant droit à des réparations de l'État était porté en 2007 à 356. On estimait en 2010 à environ 400 le nombre de victimes (morts et « disparus ») de la dictature
L'ouvrage était présenté selon l'ordre chronologique des dates de décès, ce qui en facilitait la lecture dans un contexte historique. Ainsi, en 1974, alors que les guérillas urbaine et rurale n'existaient déjà plus, on ne comptait aucun mort, uniquement des disparus. C'était alors l'apogée de la politique officielle de violence.
L'ouvrage a soulevé des polémiques de la part des deux bords. Il a déplu à certains militants des droits de l'Homme qui exigent la poursuite des enquêtes jusqu'à ce qu'on puisse identifier (et juger) les militaires responsables de ces tortures et exécutions. « Nous avons opté pour la conciliation avec la loi d'amnistie et décidé que les prochains efforts devaient porter sur la localisation des corps », prévenait Paulo Vannuchi, le secrétaire aux droits de l'Homme d'alors. De tous les disparus, à peine trois corps avaient à ce jour été retrouvés et formellement identifiés. Pour faire la lumière, Lula, lui-même emprisonné sous la dictature tout comme d'autres membres de son gouvernement, devait sans doute enjoindre aux militaires de fournir toutes les informations nécessaires pour retrouver les ossements dont eux seuls connaissent la localisation. Une décision sensible. À ce jour[Quand ?], au Brésil, aucun militaire n'a jamais été poursuivi pour les crimes commis sous la dictature.
L'ouvrage déplut également aux militaires. Aucun des commandants des trois forces ne fut invité à sa présentation. Une fois informés et après s'être consultés, ils décidèrent de ne pas s'y rendre et de n'y envoyer aucun représentant, même invité. Le ministre de la Défense, Nelson Jobim, quant à lui, était présent. Les militaires se plaignaient de la partialité de l'ouvrage, qui citait les 356 victimes de la dictature en oubliant les 99 victimes de la guérilla. D'ailleurs, la Commission n'en avait indemnisé aucune. Vannuchi expliquait que la loi qui avait permis la création de la Commission ne prévoyait que la reconnaissance des victimes de la répression de l'État et qu'il faudrait en adopter une autre pour reconnaître et indemniser les victimes de la guérilla.

### Hommages officiels, mémorial
Des hommages officiels sont rendus, à partir de ces années, aux victimes de la dictature, survivantes, dont d'anciennes camarades de cellule de la présidente Dilma Roussef, mortes ou disparues, comme Rubens Paiva, pour qui un mémorial vient d'être inauguré à São Paulo. Des enquêtes sont rouvertes, sur le sort de plusieurs disparus, dont Rubens Paiva et « Beto ». L'armée est fermement invitée à y collaborer.

### 2009, annonce de la création future d'une Commission Vérité sur les crimes de la dictature
Le 21 décembre 2009, vingt-cinq ans après la fin du régime militaire (1964-1985), trente ans après la loi d’amnistie de 1979, le président Luiz Inacio Lula da Silva annonçait la création d'une Commission de la vérité, dont la composition, le fonctionnement et les attributions restaient à préciser. Le gouvernement Lula était divisé entre le ministre de la Défense, Nelson Jobim, qui se faisait l'écho des forces armées opposées à une réouverture du dossier et, d'un autre côté, le ministre de la Justice, Tarso Genro, et le secrétaire d'État aux droits de l'homme, Paulo Vanucchi, pour qui les crimes contre la dignité humaine, tels que la torture, les exécutions sommaires ou les disparitions forcées, restent imprescriptibles. « La Commission de la vérité n'aura pas pour but de punir les responsables mais de remettre des conclusions aux autorités, précisait M. Vanucchi. Ces conclusions seront adoptées à l'issue d'un long processus de déposition des victimes, de convocation et d'interrogation des personnes accusées. » Il insistait sur l'« esprit de réconciliation » et « d'apprentissage historique », sans « revanche » dans lequel agirait cette future commission, en laissant au pouvoir judiciaire la responsabilité de décider d'éventuelles poursuites.
Si Lula ordonna, le 21 décembre 2009, la communication des archives détenues par l'État, il maintint la classification des archives de la Défense. Les militaires affirmaient avoir détruit les archives de l'armée, le gouvernement Lula en avait demandé des preuves, sans résultat.
Cette annonce s'inscrivait dans le nouveau plan des droits de l'homme, approuvé fin décembre par le président Lula da Silva, qui prévoyait l'interdiction des symboles religieux dans les établissements publics, la dépénalisation de l'avortement, l'autorisation du mariage homosexuel et l'adoption par des couples du même sexe. Ce IIIe Programme national des droits de l'homme préconisait au total l'adoption de quelque 500 mesures et le vote de 27 lois nouvelles touchant à tous les domaines. Très critique à son égard, la Conférence des évêques du Brésil (CNBB) hésita cependant à exprimer son opposition à ce programme national des droits de l'homme, parce qu'il prévoyait la création de cette « commission de la vérité » pour enquêter sur les crimes de la dictature militaire.
Ce IIIe Programme national des droits de l'homme préconisait également le dépôt de projets de loi proposant « une révocation des textes contraires aux droits humains adoptés entre 1964 et 1985 » et qui restent en vigueur.
En décembre 2009, l'annonce du président Lula de créer cette Commission de la vérité suscita surtout l'opposition des militaires, deux de leurs trois commandants ayant menacé de démissionner, conjointement au ministre de la Défense Nelson Jobim,. Ceux-ci jugeaient le projet « revanchard » et « provocateur », les chefs de l'armée reprochaient au projet d'être déséquilibré, car il ne visait que les crimes commis par les militaires et non ceux perpétrés par les guérilleros. Quant à l'annulation de certains textes, l'armée redoutait qu'elle vise en priorité la loi d'amnistie votée en août 1979. L'armée rappelait que la Constitution de 1988 avait consacré l'amnistie et que réviser cette loi, fût-ce partiellement, et de manière rétroactive, serait « illégal ». Les chefs de l'armée ont alors obtenu de Lula qu'il s'engage à modifier certaines dispositions du projet. Lula supprima ainsi les mots « répression politique » de l'objet de la commission, ouvrant la voie, comme le souhaitait l'armée, à ce que les actes de la guérilla soient également examinés. Le ministre des Droits de l'homme Paulo Vanuchi, pour empêcher Lula de céder, mit son poste en jeu. Membre du Parti des travailleurs de Lula, Paulo Vannuchi est issu de la guérilla d'extrême gauche qui lutta contre la dictature. Lula, demandant à ses ministres de ne plus s'exprimer sur ce sujet, s'en était alors remis à la justice :
La Cour suprême fut saisie d'une procédure lancée par l'Ordre des avocats pour déterminer si la torture était couverte par l'amnistie de 1979. Selon des chiffres officiels, 20 000 opposants furent torturés sous la dictature. Parmi eux figure la ministre Dilma Rousseff, qui allait succéder au président Lula à la présidence du Brésil, en 2010. Des plaintes pour obtenir des informations sur les victimes de l'« opération Bandeirantes », le quartier général de la répression dans la ville de Sao Paulo, pendant les années 1970, n'avaient pas abouti, car les responsables, les colonels du cadre de réserve Carlos Alberto Brilhante Ulstra et Audir Santos Maciel, avaient invoqué la loi d'amnistie de 1979. Et les restes de 70 guérilleros maoïstes de la région de l'Araguaia (Nord), exécutés par l'armée, n'avaient toujours pas été localisés, en dépit des réclamations des familles.
Mais il fallait encore cependant que le Congrès approuve la création de la Commission de la vérité.

### Document audio
| (audio) | Lyndon B. Johnson reçoit un briefing à propos du coup d'État. (info) |
| (audio) | Lyndon B. Johnson reçoit un briefing à propos des événements au Brésil, le 31 mars, 1964, dans son ranch du Texas, avec le sous-secrétaire d'État George Ball et le vice-secrétaire pour l'Amérique latine, Thomas C. Mann (en). Ball brieffe Johnson sur le coup d'État en cours contre João Goulart. |
| (audio) | Des problèmes pour écouter le fichier ? Aidez-moi |